# John Herkimer
John Herkimer (* 1773 im Tryon County, Provinz New York; † 8. Juni 1848 in Danube, New York) war ein US-amerikanischer Jurist und Politiker. Er vertrat zwischen 1817 und 1819 sowie zwischen 1823 und 1825 den Bundesstaat New York im US-Repräsentantenhaus.

## Werdegang
John Herkimer wurde ungefähr zwei Jahre vor dem Ausbruch des Unabhängigkeitskrieges in dem damaligen Tryon County geboren und wuchs dort auf. In dieser Zeit besuchte er öffentliche Schulen. Er saß in den Jahren 1800, 1804 und 1806 in der New York State Assembly. 1801 nahm er an der verfassunggebenden Versammlung von New York teil. Später zog er nach Danube im Herkimer County. Er kämpfte während des Britisch-Amerikanischen Krieges. Zu jener Zeit bekleidete er den Dienstgrad eines Majors und kommandierte am 29. Mai 1813 ein Bataillon der New York Volunteers bei der Verteidigung von Sackets Harbor. Nach dem Krieg war er mehrere Jahre lang als Richter am Bezirksgericht tätig.
Als Gegner einer zu starken Zentralregierung schloss er sich in jener Zeit der von Thomas Jefferson gegründeten Demokratisch-Republikanischen Partei an. Bei den Kongresswahlen des Jahres 1816 für den 15. Kongress wurde er im 14. Wahlbezirk von New York in das US-Repräsentantenhaus in Washington, D.C. gewählt, wo er am 4. März 1817 die Nachfolge von Daniel Cady antrat. Er schied nach dem 3. März 1819 aus dem Kongress aus.
Danach zog er nach Meriden.
Als Folge einer Zersplitterung seiner Partei vor und während der Präsidentschaft von John Quincy Adams (1825–1829) wechselte seine politische Zugehörigkeit zu der Adams-Clay-Fraktion. Bei den Kongresswahlen des Jahres 1822 für den 18. Kongress wurde er im 15. Wahlbezirk von New York in das US-Repräsentantenhaus gewählt, wo er am 4. März 1823 die Nachfolge von Samuel Campbell und James Hawkes antrat, die zuvor zusammen den Distrikt im US-Repräsentantenhaus vertreten hatten. Er schied nach dem 3. März 1825 aus dem Kongress aus.
Nach seiner Kongresszeit kehrte er nach Danube zurück, wo er am 8. Juni 1848 verstarb. Sein Leichnam wurde dann dort auf dem General Herkimer Cemetery beigesetzt.